# Wereldkampioenschappen baanwielrennen 1902

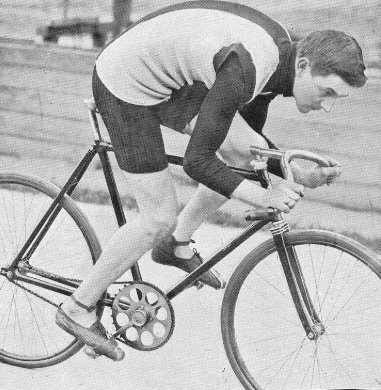
Thaddäus Robl

De wereldkampioenschappen baanwielrennen 1902 vonden plaats te Rome op 15 juni en in Berlin-Friedenau (Berlijn) op 22 juni. De kampioenschappen waren toegewezen aan Rome, maar de vlakke wielerbaan aldaar bleek ongeschikt voor de stayerwedstrijden. In Rome vonden daarom enkel de sprintwedstrijden over twee kilometer plaats, en de wedstrijden over 100 kilometer werden een week later gehouden in Berlijn.
De titelhouders bij de profs verlengden allebei hun wereldtitels: De Deen Thorvald Ellegaard bij de spurters en de Duitser Thaddäus Robl bij de stayers. De tijd van Robl was 1 uur 24 minuten 23 2/5 seconden, een wereldrecord. Bij de amateurs won de Duitser Alfred Görnermann het stayeren. Hij zou in oktober van het volgende jaar tijdens een wedstrijd in Dresden dodelijk verongelukken.

## Uitslagen

### Beroepsrenners
| Wedstrijd      | Winnaar            | 2e             | 3e             |
| -------------- | ------------------ | -------------- | -------------- |
| Sprint         | Thorvald Ellegaard | Harrie Meyers  | Pietro Bixio   |
| 100 km stayers | Thaddäus Robl      | Emile Bouhours | Edouard Taylor |

### Amateurs
| Wedstrijd      | Winnaar          | 2e             | 3e           |
| -------------- | ---------------- | -------------- | ------------ |
| Sprint         | Charles Piard    | Léon Delaborde | Orla Nord    |
| 100 km stayers | Alfred Görnemann | Willy Keller   | Johan Dielhe |

Edities

1893 ·
1894 ·
1895 ·
1896 ·
1897 ·
1898 ·
1899 ·
1900 ·
1901 ·
1902 ·
1903 ·
1904 ·
1905 ·
1906 ·
1907 ·
1908 ·
1909 ·
1910 ·
1911 ·
1912 ·
1913 ·
1914 ·
1915 · 1916 · 1917 · 1918 · 1919 ·
1920 ·
1921 ·
1922 ·
1923 ·
1924 ·
1925 ·
1926 ·
1927 ·
1928 ·
1929 ·
1930 ·
1931 ·
1932 ·
1933 ·
1934 ·
1935 ·
1936 ·
1937 ·
1938 ·
1939 ·
1940 · 1941 · 1942 · 1943 · 1944 · 1945 ·
1946 ·
1947 ·
1948 ·
1949 ·
1950 ·
1951 ·
1952 ·
1953 ·
1954 ·
1955 ·
1956 ·
1957 ·
1958 ·
1959 ·
1960 ·
1961 ·
1962 ·
1963 ·
1964 ·
1965 ·
1966 ·
1967 ·
1968 ·
1969 ·
1970 ·
1971 ·
1972 ·
1973 ·
1974 ·
1975 ·
1976 ·
1977 ·
1978 ·
1979 ·
1980 ·
1981 ·
1982 ·
1983 ·
1984 ·
1985 ·
1986 ·
1987 ·
1988 ·
1989 ·
1990 ·
1991 ·
1992 ·
1993 ·
1994 ·
1995 ·
1996 ·
1997 ·
1998 ·
1999 ·
2000 ·
2001 ·
2002 ·
2003 ·
2004 ·
2005 ·
2006 ·
2007 ·
2008 ·
2009 ·
2010 ·
2011 ·
2012 · 
2013 · 
2014 · 
2015 · 
2016 · 
2017 · 
2018 · 
2019 · 
2020 · 
2021 · 
2022 · 
2023 ·
2024 ·
2025 ·

Onderdelen

Achtervolging (individueel) · 
afvalkoers · 
keirin · 
koppelkoers · 
omnium · 
ploegenachtervolging · 
puntenkoers · 
scratch · 
sprint · 
teamsprint ·  
tijdrijden

Voormalig:
stayeren ·
tandem